# Новосклюїха
Новосклюї́ха (рос. Новосклюиха) — село у складі Рубцовського району Алтайського краю, Росія. Адміністративний центр Новосклюїхинської сільської ради.

## Населення
Населення — 692 особи (2010; 715 у 2002).
Національний склад (станом на 2002 рік):
- росіяни — 83 %